# Jean-Christophe Napoléon

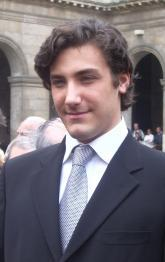
Jean-Christophe Napoléon (2006)

Jean-Christophe Napoléon (französisch: Jean-Christophe, Prince Napoléon, eigentlich: Jean Christophe Louis Ferdinand Albéric Napoléon Bonaparte; * 11. Juli 1986 in Saint-Raphaël) ist Oberhaupt des Hauses Bonaparte, des ehemaligen Kaiserhauses von Frankreich und damit Anwärter auf den Kaiserthron von Frankreich, der allerdings erst wieder institutionalisiert werden müsste.  

## Leben
Jean-Christophe Napoléon ist ein Sohn des bonapartistischen Thronprätendenten Charles Napoléon und dessen Ehefrau Béatrice, geb. Prinzessin von Bourbon-Sizilien (* 1950), einer Tochter des Herzogs Ferdinand von Castro (1926–2008). 
Der Absolvent der HEC Paris und der Harvard University verfolgte eine Karriere im Private-Equity-Sektor und sammelte Erfahrungen bei Morgan Stanley und Blackstone sowohl in New York als auch in London. Später gründete er Leon Capital, eine Private-Equity-Investmentfirma.
Als sein Großvater Louis Napoléon im Jahr 1997 starb, setzte er statt seines ältesten Sohnes Charles Napoléon seinen Enkel Jean-Christophe als Erben ein. Sein Sohn stand für ihn dem Republikanismus zu nahe und ging zudem nach seiner Scheidung ohne Zustimmung der Familie eine zweite Ehe ein. Charles erklärte jedoch, dass es mit seinem Sohn keine Kontroverse oder Spaltung über das Erbrecht im Kaiserhaus gebe.
Jean-Christophe Napoléon heiratete 2019 Olympia Gräfin von und zu Arco-Zinneberg, eine Tochter des Riprand Graf von und zu Arco-Zinneberg und der Maria Beatrice von Habsburg-Lothringen, Tochter des Erzherzogs Robert von Österreich-Este. Die kirchliche Trauung fand im Pariser Invalidendom statt, wo sich die Grabstätte des Kaisers Napoleon I. befindet. Das Ehepaar lebt in London. Sie haben einen gemeinsamen Sohn, Louis Charles Riprand Victor Jérôme Marie Napoléon, der am 7. Dezember 2022 in Paris geboren wurde. Dessen Taufe fand am 13. Mai 2023 in Saint Michael’s Abbey in Farnborough, Hampshire, England, statt, der Grabkapelle von Kaiser Napoleon III. und Kaiserin Eugénie.